# Fritule
Fritule so pecivo, ki je v drugih delih Slovenije znano pod imenom miške. Nekoč so jih v Istri pripravljali predvsem za Božič in v pustnem času.

## Sestavine:
- 1/2 kg moke
- 2 jajci
- 5 dag sladkorja
- 3 dcl mleka
- 3 dag kvasa
- malo ruma
- naribana limonina lupina
- malo soli
- rozine

## Priprava
V toplem mleku razdrobimo kvas in pustimo vzhajati 15 minut. Vse sestavine zmešamo in stepamo s kuhalnico, da dobimo gladko, mehurjasto testo. Pustimo ga, da še nekoliko vzhaja. Z žlico zajemamo testo in ga polagamo v vrelo oljčno olje ter jih cvremo toliko časa, da postanejo zlato rjave barve. Ocvrte fritule polagamo na papirnati prtiček, da se odcedijo. Potresemo jih s sladkorjem v prahu in jih ponudimo še vroče.
Fritule so poznane tudi na Krasu, v Hrvaški Istri in drugod.